# Wereldkampioenschap ijshockey vrouwen 2015
Het wereldkampioenschap ijshockey vrouwen 2015 was het 16e wereldkampioenschap ijshockey voor vrouwen in de hoogste divisie en werd gespeeld van 28 maart tot en met 4 april 2015 in Zweden. De speellocaties waren het Malmö isstadion en de Rosengårds ishall, beide in Malmö. De groepswedstrijden van de Zweedse ploeg en alle wedstrijden voor de vier hoogste plaatsen werden in het Malmö isstadion gespeeld.
Het deelnemersveld bestond uit de nummers 1 tot en met 7 van het vorige wereldkampioenschap in 2013 en Japan dat zich plaatste door als laatst geëindigde van de Olympische Spelen in 2014 een herkamp met de winnaar van Divisie 1 groep A 2014, Tsjechië, te winnen. Japan won die herkamp (die bestond uit een best of three competitie in Yokohama) met een 2-1 overwinning in de 3e wedstrijd. Wereldkampioen werd de Verenigde Staten met een 7-5 overwinning in de finale op Canada. De nummers 1 tot en met 7 plaatsten zich voor het volgende wereldkampioenschap in 2016. Degradant was nummer 8 Duitsland als verliezer van de best of three om de 7e plaats.

## Wedstrijdformule
De nummers 1 t/m 4 van het vorige wereldkampioenschap werden in groep A ingedeeld en de andere vier landen in groep B. In beide groepen werd een rond toernooi gespeeld. De nummers 1 en 2 van groep A gingen rechtstreeks door naar de halve finale. In de kwartfinale speelde de nummer 3 van groep A tegen de nummer 2 van groep B en de nummer 4 van groep A tegen de nummer 1 van groep B. De winnaars daarvan speelden in de halve finale tegen de nummers 1 en 2 van groep A. Er was dit jaar geen wedstrijd om de 5e plaats. De winnaars van de halve finale speelden de finale en de verliezers om de 3e plaats. De nummers 3 en 4 van groep B speelden een best of three competitie om de 7e plaats en klassenbehoud.

## Kleurenschema in de tabellen
|  | Ploegen die rechtstreeks naar de halve finale gaan  |
|  | Ploegen die doorgaan naar de kwartfinale            |
|  | Ploegen die naar de competitie om de 7e plaats gaan |

## Groep A

### Tabel
|    | Nationale ploeg  | Gesp. | 3 - 0 | 2 - 1 | 1 - 2 | 0 - 3 | Doelp. voor | Doelp. tegen | Doelsaldo | Punten |
| -- | ---------------- | ----- | ----- | ----- | ----- | ----- | ----------- | ------------ | --------- | ------ |
| 1. | Verenigde Staten | 3     | 3     | 0     | 0     | 0     | 17          | 5            | +12       | 9      |
| 2. | Canada           | 3     | 2     | 0     | 0     | 1     | 12          | 4            | +8        | 6      |
| 3. | Finland          | 3     | 0     | 1     | 0     | 2     | 6           | 12           | −6        | 2      |
| 4. | Rusland          | 3     | 0     | 0     | 1     | 2     | 4           | 16           | −12       | 1      |

### Wedstrijden
28 maart
- Verenigde Staten -  Canada 4-2 (3-1, 0-1, 1-0)
- Finland -  Rusland 3-2 (0-0, 2-2, 0-0 - 0-0 - 1-0)

29 maart
- Canada -  Rusland 4-0 (3-0, 1-0, 0-0)
- Verenigde Staten -  Finland 4-1 (2-1, 2-0, 0-0)

31 maart
- Rusland -  Verenigde Staten 2-9 (0-1, 2-4, 0-4)
- Canada -  Finland 6-2 (2-1, 2-0, 2-1)

## Groep B

### Tabel
|    | Nationale ploeg | Gesp. | 3 - 0 | 2 - 1 | 1 - 2 | 0 - 3 | Doelp. voor | Doelp. tegen | Doelsaldo | Punten |
| -- | --------------- | ----- | ----- | ----- | ----- | ----- | ----------- | ------------ | --------- | ------ |
| 1. | Zweden          | 3     | 2     | 0     | 1     | 0     | 10          | 6            | +9        | 7      |
| 2. | Zwitserland     | 3     | 2     | 0     | 0     | 1     | 10          | 5            | +10       | 6      |
| 3. | Japan           | 3     | 1     | 1     | 0     | 1     | 6           | 6            | +4        | 5      |
| 4. | Duitsland       | 3     | 0     | 0     | 0     | 3     | 2           | 11           | −23       | 0      |

### Wedstrijden
28 maart
- Zweden -  Japan 3-4 (1-1, 1-0, 1-2)
- Duitsland -  Zwitserland 2-5 (0-1, 1-1, 1-3)

29 maart
- Zwitserland -  Zweden 2-3 (0-2, 0-0, 2-1)
- Japan -  Duitsland 2-0 (1-0, 0-0, 1-0)

31 maart
- Zwitserland -  Japan 3-0 (1-0, 1-0, 1-0)
- Duitsland -  Zweden 0-4 (0-1, 0-2, 0-1)

## Best of three om de 7e plaats
1 april
- Japan -  Duitsland 3-2 (0-1, 1-1, 1-0 - 1-0)

3 april
- Duitsland -  Japan 1-2 (0-1, 1-0, 0-0 - 0-1)

## Competitie om de 1e t/m 6e plaats

### Kwartfinale
1 april
- Finland -  Zwitserland 3-0 (1-0, 0-0, 2-0)
- Rusland -  Zweden 2-1 (0-0, 0-1, 2-0)

### Halve finale
3 april
- Verenigde Staten -  Rusland 13-1 (4-1, 6-0, 3-0)
- Canada -  Finland 3-0 (1-0, 0-0, 2-0)

### Wedstrijd om de 3e plaats
4 april
- Finland -  Rusland 4-1 (2-0, 1-0, 1-1)

### Finale
4 april
- Verenigde Staten -  Canada 7-5 (4-2, 1-3, 2-0)

## Eindstand
| Plaats | Landenploeg      |
| ------ | ---------------- |
| Goud   | Verenigde Staten |
| Zilver | Canada           |
| Brons  | Finland          |
| 4.     | Rusland          |
| 5.     | Zweden           |
| 6.     | Zwitserland      |
| 7.     | Japan            |
| 8.     | Duitsland        |